# Ievgueni Timofeïev
Ievgueni Mikhaïlovitch Timofeev (en russe : Евгений Михайлович Тимофеев), né en 1885 à Tara, dans le Gouvernement de Tobolsk (Empire russe), et mort le 11 septembre 1941, dans la forêt de Medvedev, dans l'oblast d'Orel, est un militant révolutionnaire et un homme politique russe, membre du parti socialiste révolutionnaire.

## Biographie
Ievgueni Mikhaïlovitch est issu d'une famille noble. Son père est un membre de Narodnaïa Volia condamné à l'exil. Il est diplômé du lycée de Tomsk, fait ses études à la faculté de physique et mathématique de l'université de Saint-Pétersbourg.
Il est membre du mouvement révolutionnaire depuis 1900. En 1903, il est arrêté pour la première fois pour avoir participé à une manifestation. En 1906, il est condamné à 10 ans de travaux forcés pour recel de meurtrier. 
En 1915-1916, il écrit pour le journal Sibérie («Сибирь»). Il est à nouveau condamné en 1916.
Il est libéré après la Révolution de Février, et dirige le conseil des députés ouvriers et soldats d'Irkoutsk. Il est désigné délégué au IIIe congrès du parti socialiste révolutionnaire et membre du comité central du parti. Il est ensuite élu député d'Irkoutsk à l'Assemblée constituante sur la liste n° 1 (socialistes révolutionnaires et Union pan-russe des paysans (ru)), où il devient membre du bureau de la fraction socialiste révolutionnaire. Il est présent à la seule session de l'assemblée, le 5 janvier 1918. Au printemps qui suit, il dirige la commission de combat du comité central du parti socialiste révolutionnaire.
Arrêté dans les années 1920, il est emprisonné à la prison de Boutyrski. Il fait partie des accusés du procès de Moscou de 1922, et est condamné à mort, peine commuée en 5 ans de prison. Après sa libération, en 1925, il est exilé à Kokand, puis à Oural, où il travaille à des études sur l'économie, l'archéologie et l'hydrologie du Kazakhstan.
À nouveau arrêté en 1937, il est condamné à 25 ans de prison par la Cour militaire suprême de l'URSS. Le 10 septembre 1941 il est fusillé lors des exécutions de la forêt de Medvedev, près d'Orel. Il est réhabilité dans les années 1990.